# Fyns amt
Fyns amt (danska: Fyns Amt) var ett amt i södra Danmark. Amtet omfattade öarna Fyn, Langeland, Ærø och Tåsinge samt omkring 90 andra mindre omkringliggande öar.

## Administrativ historik
Fyns amt bildades i samband med kommunreformen 1970 genom en sammanslagning av Odense och Svendborgs amt.
Sedan januari 2007 är området en del av Region Syddanmark.

## Kommuner
Fyns amt bestod av 32 kommuner:
| - Assens kommun - Bogense kommun - Broby kommun - Egebjerg kommun - Ejby kommun - Fåborg kommun - Glamsbjerg kommun - Gudme kommun - Haarby kommun - Kerteminde kommun - Langeskov kommun - Marstal kommun - Middelfart kommun - Munkebo kommun - Nyborg kommun - Nørre Aaby kommun | - Odense kommun - Otterup kommun - Ringe kommun - Rudkøbing kommun - Ryslinge kommun - Svendborg kommun - Sydlangeland kommun - Søndersø kommun - Tommerup kommun - Tranekær kommun - Ullerslev kommun - Vissenbjerg kommun - Ærøskøbing kommun - Ørbæk kommun - Årslev kommun - Aarup kommun |